# Strobilanthes nemorosa
Strobilanthes nemorosa är en akantusväxtart som beskrevs av Raymond Benoist. Strobilanthes nemorosa ingår i släktet Strobilanthes och familjen akantusväxter. Inga underarter finns listade i Catalogue of Life.